# Meghann Shaughnessy
Meghann Shaughnessy (Richmond, Virginia, 1979. április 13. –) amerikai teniszezőnő. 1996-ban kezdte profi pályafutását. Hat egyéni és tizenöt páros WTA-tornát nyert meg. Legjobb egyéni világranglista-helyezése tizenegyedik volt, ezt 2001 szeptemberében érte el.

## Év végi világranglista-helyezései
| Év       | 1994 | 1995 | 1996 | 1997 | 1998 | 1999 | 2000 | 2001 | 2002 | 2003 | 2004 | 2005 | 2006 | 2007 | 2008 |
| Helyezés | 705. | 425. | 187. | 164. | 72.  | 97.  | 39.  | 12.  | 30.  | 17.  | 40.  | 66.  | 37.  | 53.  | 838. |